# Xabi Oroz
Xabier Oroz Uria (nacido el 19 de enero de 1996 en Azcoitia) es un jugador de baloncesto español que actualmente milita en el Zunder Palencia de la Liga LEB Oro.

## Trayectoria
Formado en las categorías inferiores del Iraurgi Saskibaloia, donde rendiría a un muy buen nivel, le convertiría con el paso de los años en un habitual en las categorías inferiores de la selección española de baloncesto. Más tarde, jugó el Europeo sub-16 y también el sub-18.
En 2014, Xabi Oroz debutó en la Liga Endesa con el Gipuzkoa, con sólo 18 años, donde sería considerado como la nueva promesa del baloncesto vasco.
En la temporada 2014-15, forma parte del Iraurgi de la liga LEB Plata y disputa 6 partidos con el Gipuzkoa Basket en Liga Endesa.
En la temporada 2015-16, alterna también el Iraurgi en LEB Plata con el RETAbet.es GBC en Liga Endesa.
En la siguiente temporada, tras el descenso del San Sebastián Gipuzkoa Basket Club forma parte de la plantilla del equipo de LEB Oro.
Durante la temporada 2019-20, vuelve a conseguir el ascenso a la Liga Endesa.
El 12 de agosto de 2020, el Delteco GBC hace oficial la continuidad del jugador para disputar la temporada 2020-21 en la Liga Endesa.
El 21 de junio de 2024, firma por el Zunder Palencia de la Liga LEB Oro.

## Carrera
- 2012-14: Iraurgi Saski Baloia (Júnior) y Azpeitia Azkoitia ISB (LEB Plata)
- 2014-16: Iraurgi Saski Baloia LEB Plata y ACB.   España
- 2016-19: San Sebastián Gipuzkoa Basket Club LEB Oro.   España
- 2019 Fundación Club Baloncesto Granada LEB Oro.   España
- 2019-24: San Sebastián Gipuzkoa Basket Club LEB Oro.   España
- 2024-: Zunder Palencia LEB Oro.   España

## Internacionalidad
- 2012. España. Europeo Sub-16, en Lituania/Letonia.
- 2014. España. Albert Schweitzer, en Mannheim (Alemania).
- 2014. España. Europeo Sub-18, en Konya (Turquía).
- 2014. España. Juegos Olímpicos de la Juventud 3x3, en Nankín (China).
- 2015. España. Mundial Sub-19, en Creta (Grecia).
- 2016. España. Europeo Sub-20, en Helsinki (Finlandia). Oro

## Palmarés
- 2016. España. Europeo Sub-20, en Helsinki (Finlandia). Oro